# سیبویه

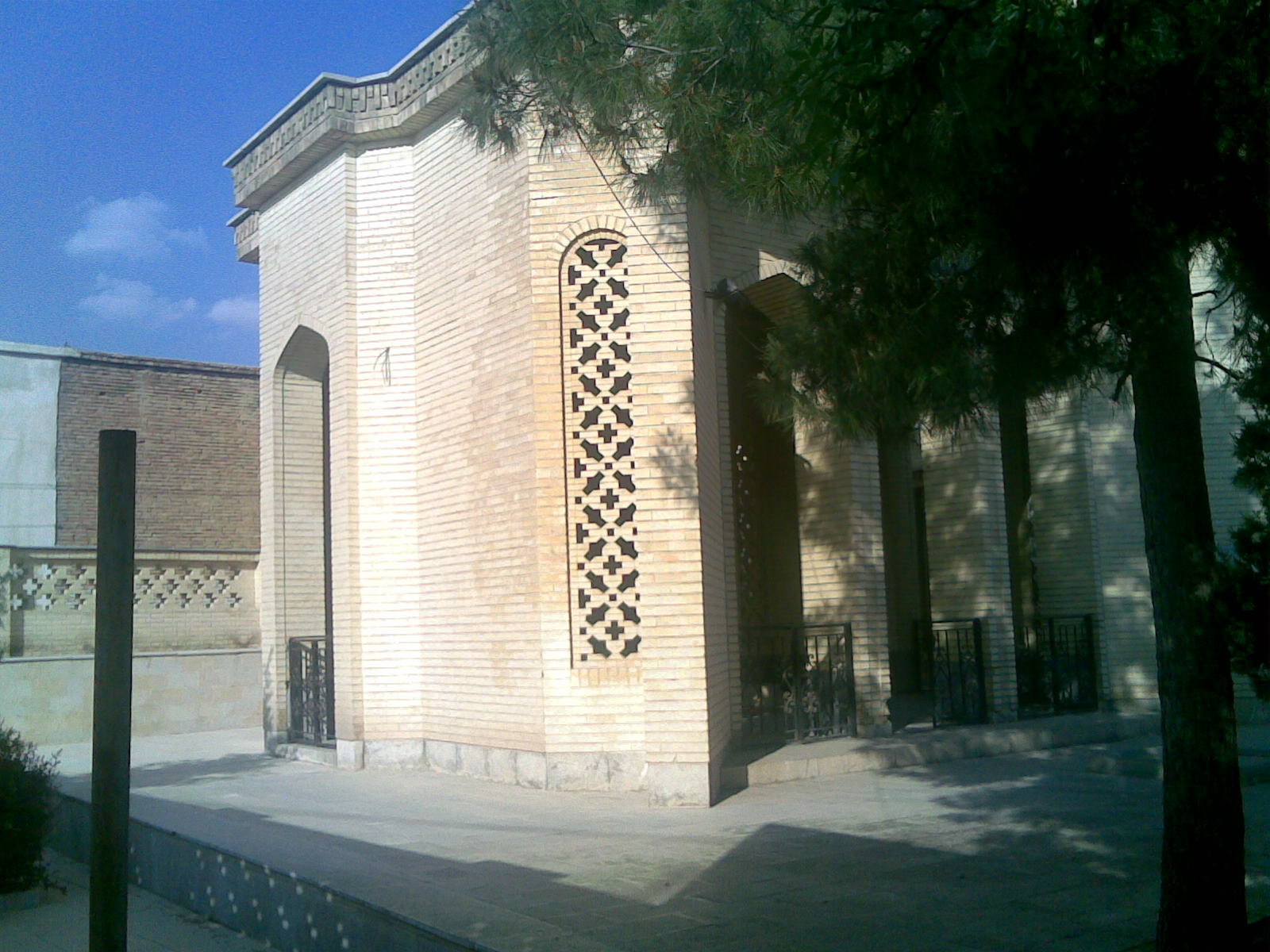
آرامگاه سیبویه در شیراز

ابوبشر عمرو بن عثمان بن قنبر سیبَوَیه (۱۴۰ هـ / ۷۶۰ م-۱۸۰ هـ / ۷۹۶ م) معروف به سیبَوَیه شیرازی از دانشمندان ایرانی صرف و نحو زبان عربی و پیشوای مکتب نحوی بصره بود که آرامگاهی در شهر شیراز و آرامگاهی نیز در سیراف از توابع بوشهر به وی منسوب است. معنی نام او «منسوب به سیب» است. بسیاری از نام‌های ایرانی پیش از اسلام و اوایل دوره اسلامی به پسوند نسبی -ویه ختم می‌شد همچون: «دادویه»، «زادویه» و غیره. به تبع آن‌ها غربیان نام سیبویه را به صورت سیبَوَیه (Sibawayh) یا سیبِوَیْهْ تلفظ می‌کنند.
قافیه در ادب فارسی تلفظ واژگان کهن را برای مدت‌های طولانی حفظ می‌کند، اما تنها برخی واژگان این اقبال را می‌یابند تا قافیه قرار گیرند. خوشبختانه نام سیبویه یک بار قافیه قرار گرفته که هم بتوان به آن استناد کرد و هم بتوان به راحتی تلفظ آن را به یاد سپرد:
گفت حق است این ولی ای سیبویه / اِتَّقِ شَرَّ مَنْ اَحْسَنتَ اِلَیْه. مولوی.
فیروزآبادی مؤلف قاموس دربارهٔ معنای نام او می‌گوید: سیبویه یعنی بوی سیب.
بنا به نقل زرکلی، سیبویه در سال ۱۴۸ ه. در یکی از دهکده‌های شیراز بخش بیضا به دنیا آمده است، سپس به بصره رفته و از همراهان حلقه درس خلیل بن احمد شده و در آنجا کتاب مشهور خود را در صرف و نحو، تصنیف کرده است. او اولین کتاب کامل دربارهٔ زبان عربی و قواعد آن را نوشته است که اسم آن «الکتاب» است. آن‌گاه به بغداد عزیمت کرده و پس از مناظره ناراحت‌کننده‌ای با کسائی، به شیراز آمده و در آنجا به سال ۱۸۰ ه. وفات یافته است.
علت ناراحت‌کنندگی مناظره این بود که عالم منتسب به حاکمیت بغداد، کسائی، معروف بود به کسی که از شاذ (یا شاذه) برای بیان مطالب علمی استفاده می‌کرد. شاذ همان گونه‌های نادر و استثنائات و نامعمول است که بر کل ساختار یک زبان حاکم نیست و تنها در موارد خاصی استفاده می‌شود. سپس وی و همراهانش به سیبویه که عالمی گرانقدر یاد شده است بی‌ادبی‌ها کردند و حاکمیت نیز از آنها حمایت می‌کرد. این مسئله به قدری برای وی سنگین بود که ترک دیار عرب کرد و از سنگینی آن ظلم جان باخت. گفته شده است که حاکمین آن زمان به دلیل نیاز به سوء استفاده از برداشت از متن دین جهت منافع شخصی به علمای اهل شاذه علاقه نشان می‌دادند و آنها را گرامی می‌داشتند که سیبویه نیز در آن مناظره اسیر یکی از همین شاذه‌ها بر سر کلمه «اذا» شد که کسائی استدلال بر گویشهای نارایج عرب می‌کرد که برای سیبویه شناخته شده نبود و او هرچند به تأکید عالمان این موضوع جواب آن‌ها را صحیح داد ولی آنها یا نمی‌فهمیدند یا آمده بودند تا نفهمند و شک ایجاد کنند.
کنیه‌های وی را ابوبِشر، ابوعثمان و ابوالحسن ذکر کرده‌اند که کنیه نخست، مشهورتر است.
منابع کهن وی را از موالی بنی‌حارث بن کعب و آل ربیع بن زیاد حارثی دانسته‌اند.
سیبویه اصالتاً ایرانی بود و در سال ۷۶۰ میلادی در بیضا (فارس) متولد شد و در بصره نشو و نما کرد. پس از آن که در نحو استادی بی‌همتا شد به نزد یحیی بن خالد برمکی به بغداد رفت.
وی علاوه بر این‌که از خلیل درس می‌گرفت نزد استادان دیگری مانند: عیسی بن عمر و یونس به شاگردی نشست و لغت را هم از ابو خطاب اخفش فرا گرفت. آنگاه به تألیف کتابی در نحو پرداخت که ابن ندیم دربارهٔ آن می‌نویسد: نه پیش از وی کسی مانند آن را تألیف نموده و نه بعد از او کسی تألیف خواهد کرد.

## زندگی
سیبویه به سال (۱۴۰) هجری قمری در شهر بیضا از توابع شیراز امروزی زاده شد، لقبش را سیبویه گذاشتند چون مادرش او را میرقصاند و او را چنین می خواند، سیبویه در لغت معنای بوی سیب است.در سن ۱۴ سالگی برای تحصیل علم رهسپار بصره شد، چنان‌که در آن دوران بغداد مرکز علم و دانش بود؛ و در آنجا یکی از برجسته‌ترین علماء علم اللغة شد تا حدی که او را امام نحویان خواندند.
وی از عالمان نحو زبان عربی است و «الکتاب» وی، از مهم‌ترین کتاب حاوی صرف و نحو عربی و از منابع و مأخذ قابل اطمینان است.
وی نزد یکی از بزرگ‌ترین استادان علوم صرف ونحو در آن دوران خلیل فراهیدی و حماد بن سلمه کسب علم نموده است.
طبق نوشته روزنگارهای بین‌المللی، سیبویه زبان‌شناس معروف ایرانی در نخستین هفته ژانویه سال ۷۹۳ میلادی در شیراز درگذشت. بنا به روایتی، وی در سال ۱۸۰، در سن چهل سالگی درگذشت و در گورستان باهلیه مدفون شد. اینک بر قبر او سنگ سیاهی است که در دکانی در دروازه کازرون قرار دارد و به سنگ سیاه معروف است. یک مزار دیگر نیز درشهر قدیمی سیراف که اکنون بندر طاهری نامیده می‌شود واقع در عسلویه استان بوشهر وجود دارد که به نام مزار این دانشمند معروف است.
سیبویه هنگامی که عزم سفر به خراسان نموده بود، در عرض راه بیمار می‌شود، و در سال (۱۸۰هـ/ ۷۹۶م) در عمر ۴۰ سالگی در شهر شیراز درگذشت.

## آثار
- الکتاب فی النحو